# Andrés Velázquez
Andrés Velázquez (c.1535-1615) fue un médico de Arcos de la Frontera en la segunda mitad del siglo XVI y hasta 1608, en que pasó a Sanlúcar de Barrameda como médico del Duque de Medina Sidonia, el célebre comandante de la Armada Invencible.

## Obra
Su libro sobre la depresión, Libro de la Melancolía. impreso en Sevilla en 1585 y dedicado al Duque de Arcos, es la primera monografía impresa en Europa sobre la melancolía. Poco antes había escrito un tratado sobre la melancolía en latín Alonso de Santa Cruz, impreso póstumamente en 1622, así como algunos textos más breves pero muy valiosos Pedro de Mercado y de Francisco Valles. 
Velázquez se basa en las teorías de Hipócrates, Galeno y otros autores de la medicina antigua, medieval y moderna, que también discute, refutando la teoría del Examen de ingenios para las ciencias de Huarte de San Juan, 1575, de que los frenéticos podían hablar latín o filosofar sin haber estudiado. También trata sobre el cerebro, el estudio de las ciencias, los tipos de risa, la imaginación y el ingenio. En los preliminares figuran cuatro epigramas laudatorios de su maestro Alonso García.

## Ediciones
- Andrés Velázquez, Libro de la melancholía, Sevilla, 1585 (figura como Velásquez en portada originaria); reeditado en 1996, en Madrid, por Jensen, con edición facsímil y transcripción actual. Hay edición crítica a cargo de Roger Bartra, El Siglo de Oro de la melancolía. Textos españoles y novohispanos sobre las enfermedades del alma,  México, 1998, y por Felice Gambin, Viareggio, 2001.